# Keiji Kaimoto
Keiji Kaimoto, född 26 november 1972 i Osaka prefektur, Japan, är en japansk tidigare fotbollsspelare.